# مغالطة التأثيل
مغالطة التأثيل هي إحدى المغالطات المنطقية وتعتبر أيضاً واحدةً من مغالطات المنشأ، وتنصّ على وجوب أن يشابه المعنى الحاليّ للكلمة أو العبارة معناها التاريخي. [بحاجة لمصدر] وهذا المفهوم خاطئَ من الناحية اللغويّة، ويستخدم أحيانًا كأساس للإلزام اللغوي. تتحوّل الحجة إلى مغالطة تأثيل عندما يتمّ تقديم ادّعاء عن المعنى الحالي لكلمة ما بالاستناد بشكل حصريّ إلى أصلها.
تتضمّن الأشكال المتنوّعة من مغالطة التأثيل البحث عن المعنى الحقيقي للكلمات عن طريق الخوض في علم أصول الكلام، أو الادّعاء [بحاجة لمصدر] بأنّه يجب استخدام الكلمة بطريقة معيّنة لأنّ لها أصلاُ تاريخيّاً معيّناً.

## الظهور والأمثلة
تصبح مغالطة التأثيل ممكنة الظهور عندما يتغيّر معنى الكلمة مع مرورِ الوقت، ويمكن أن تشمل هذه التغييرات تحوّل في نطاق الاستخدام (تضييق أو توسيع معانيها) أو في دلالاتها (تحسين أو انتقاص). ويمكن أن تتحوّل معاني الكلمات بشكل كامل في بعض الحالات، بحيث لا يكون للمعنى الأصلي أي صلة واضحة بالمعنى الحالي.
اعتقد الإغريق القدماء أنه كان هناك «معنىً حقيقي» للكلمة، يختلف عن الاستخدام الشائع لها. هناك أدلة على وجود اعتقاد مماثل بين علماء الديانة الفيدية الهندية القديمة. في الأيام الحديثة، يمكن العثور على هذه المغالطة في بعض نقاشات الأصوليّين في اللغة.
ليس كل تغيير في المعنى يؤدي إلى مغالطة تأثيل، ولكن غالباً ما تكون مثل هذه التغييرات أساساً لحجج غير دقيقة.
كلمة "decimation" هي إحدى الأمثلة الواضحة عن الكلمات التي غيّرت معناها إلى حدّ كبير مع مرور الوقت والتي تشير في الأصل إلى الانخفاض في القيمة بمقدار العشر، ولكنّها تعني عادةً الآن الانخفاض البليغ في القيمة أو التدمير الكامل لها. إنّ الإصرار على أنّ المعنى الأصليّ للكلمة هو وحده الصحيح يشكّل مغالطة التأثيل.